# Internazionali di Tennis di Baviera 1982
Gli Internazionali di Tennis di Baviera 1982 è stato un torneo di tennis giocato sulla terra rossa. È stata la 67ª edizione del torneo, che faceva parte del Volvo Grand Prix 1982. Si è giocato a Monaco di Baviera in Germania, dal 17 al 23 maggio 1982.

## Campioni

### Singolare
Gene Mayer ha battuto in finale  Peter Elter con il punteggio di 3–6, 6–3, 6–2, 6–1

### Doppio
Chip Hooper /  Mel Purcell hanno battuto in finale  Tian Viljoen /  Danie Visser con il punteggio di 6–4, 7–6